# Вешкайма (река)
Вешкайма — река в России, протекает по Вешкаймскому и Карсунскому районам Ульяновской области. Левый приток реки Барыш.

## География
Река Вешкайма берёт начало у остановочного пункта Дружный. Течёт на север через населённые пункты Вешкайма и Вырыпаевка. Устье реки находится у посёлка Луговой в 105 км от устья Барыша. Длина реки составляет 21 км, площадь водосборного бассейна — 137 км².

## Данные водного реестра
По данным государственного водного реестра России относится к Верхневолжскому бассейновому округу, водохозяйственный участок реки — Сура от Сурского гидроузла и до устья реки Алатырь, речной подбассейн реки — Сура. Речной бассейн реки — (Верхняя) Волга до Куйбышевского водохранилища (без бассейна Оки).
Код объекта в государственном водном реестре — 08010500312110000037248.